# Струмяни
Струмя́ни (болг. Струмяни) — село в Благоєвградській області Болгарії. Адміністративний центр громади Струмяни.

## Населення
За даними перепису населення 2011 року у селі проживали 960 осіб.
Національний склад населення села:
| Національність   | Кількість осіб | Відсоток |
| ---------------- | -------------- | -------- |
| болгари          | 843            | 97,6%    |
| цигани           | 11             | 1,3%     |
| турки            | 4              | 0,5%     |
| інша             | 6              | 0,7%     |
| не визначились   | 0              | 0%       |
| Всього відповіли | 864            |          |

Розподіл населення за віком у 2011 році:
Динаміка населення: